# Ptilothrix chacoensis
Ptilothrix chacoensis är en biart som beskrevs av Juan Brèthes 1910. Ptilothrix chacoensis ingår i släktet Ptilothrix och familjen långtungebin. Inga underarter finns listade i Catalogue of Life.